# Michel Hollard

Medaillon mit dem Porträt von Michel Hollard an dem Gedenkstein auf dem Pont Charlemagne in Mijoux, Département Ain, Frankreich

Michel Hollard (* 10. Juli 1898 in Épinay-sur-Seine; † 16. Juli 1993 in Ganges) war ein französischer Ingenieur und Oberstleutnant. Bekannt wurde er als Gründer und Widerstandskämpfer des Agentennetzes Agir (deutsch handeln, agieren) im Zweiten Weltkrieg.

## Leben
Michel Hollard kam 1898 als zweites Kind von Professor Auguste Hollard und Pauline Monod in Épinay-sur-Seine zur Welt. Sein Vater war ein bekannter Chemiker und Kollege so wichtiger Zeitgenossen wie Henri Becquerel, Pierre und Marie Curie sowie Paul Langevin. Ein Teil der Verwandtschaft mütterlicher- wie väterlicherseits waren Schweizer, was Hollard bei seinen späteren Aktivitäten von großem Nutzen war. Seine Jugend wurde stark durch dieses familiäre Umfeld geprägt. Darunter waren Persönlichkeiten wie sein Vetter, der spätere Forscher und Humanist Théodore Monod sowie die späteren Nobelpreisträger, die Mediziner Jacques Monod und Daniel Bovet.
Als gläubiger Christ zeigte er seit seiner Jugend gegenüber materiellen Dingen eine große Gleichgültigkeit, was von seinem Umfeld oft missbraucht wurde. Die Pfadfinderbewegung, in England durch Lord Robert Baden-Powell gegründet, übte auf den heranwachsenden Michel einen großen Einfluss aus. Sein ganzes Leben lang lebte er den Wahlspruch der Pfadfinder: „Allzeit bereit!“. Während seiner Schulzeit schmiedete Hollard Pläne für ein Studium in Richtung Musik oder Literatur. Der sich abzeichnende Krieg überraschte ihn aber 1914 in seinem sechzehnten Lebensjahr und Ziel wurde, seinem Vaterland zu dienen. Da ein Eintritt in die Armee erst mit siebzehn Jahren möglich war, stellte er sich dem Roten Kreuz als Pfleger zur Verfügung. Als er sich ein Jahr später ein zweites Mal der Musterungskommission stellte, wurde er wegen seiner schwachen physischen Konstitution wieder abgewiesen. Dies bewog ihn, ab sofort seinen Körper durch konsequentes Training zu stärken, was ihn dann später in den Kriegsjahren 1941 bis 1945 extreme Strapazen überleben ließ. 1916 endlich wurde er zur Rekrutenschule zugelassen und nach deren Abschluss dem 51. Infanterieregiment zugeteilt. Er zeichnete sich durch hohe Tapferkeit aus und wurde dafür als Neunzehnjähriger mit dem Croix de guerre mit bronzenen Sternen ausgezeichnet.
Nach dem Krieg besuchte Hollard eine Ingenieurschule, welche er mit Diplom abschloss. Seine musischen und literarischen Pläne verfolgte er nicht weiter. Neben seiner zivilen Tätigkeit als Ingenieur wurde er auch von der Armee als Ausbilder engagiert und stieg bis zum Hauptmann der Reserve auf. 1922 heiratete er Yvonne Gounelle, die Schwester des 1915 gefallenen Schriftstellers und Dichters Henri Gounelle. Gemeinsam haben sie drei Kinder, die Tochter Francine und die Söhne Florian und Vincent.
Bei der Mobilmachung 1939 hoffte Hollard vergebens auf seine Einberufung in eine Kampfeinheit. Die Armee zog es vor, seine Fähigkeiten als Ingenieur zu nutzen und teilte ihn dem „Centre d'études de mécanique, balistique et armement“ in der Region Paris zu. Im Mai 1940 wurde er mit dem übrigen Personal wegen des Einmarsches der Deutschen Armee in ein anderes Werk nach Tulle versetzt. Seine Familie war nach Gorniès (Département Hérault) gezogen, eine Gegend, aus der die Vorfahren von Yvonne Hollard stammten. Nach dem Waffenstillstand am 25. Juni 1940 kehrte Hollard mit seiner Familie nach Paris zurück, wo er im „Centre d'études“ hätte weiterarbeiten können. Da dies aber einer Tätigkeit für die Deutschen gleichgekommen wäre, lehnte er ab. Bei der neu gegründeten Firma „Société de gazogènes Autobloc“ fand er einen Arbeitsplatz. Diese Anstellung sollte ihm in der Folge die Reisetätigkeit, die für Agir unvermeidlich war, ungemein erleichtern.  Die Zeit von 1941 bis 1945 ist in nachstehendem Kapitel beschrieben, da diese maßgeblich durch seine Agententätigkeit geprägt ist. Nach dem Krieg arbeitete Hollard wieder als Ingenieur für die Firma Equipement automobile Westinghouse bis zu seiner Pensionierung.

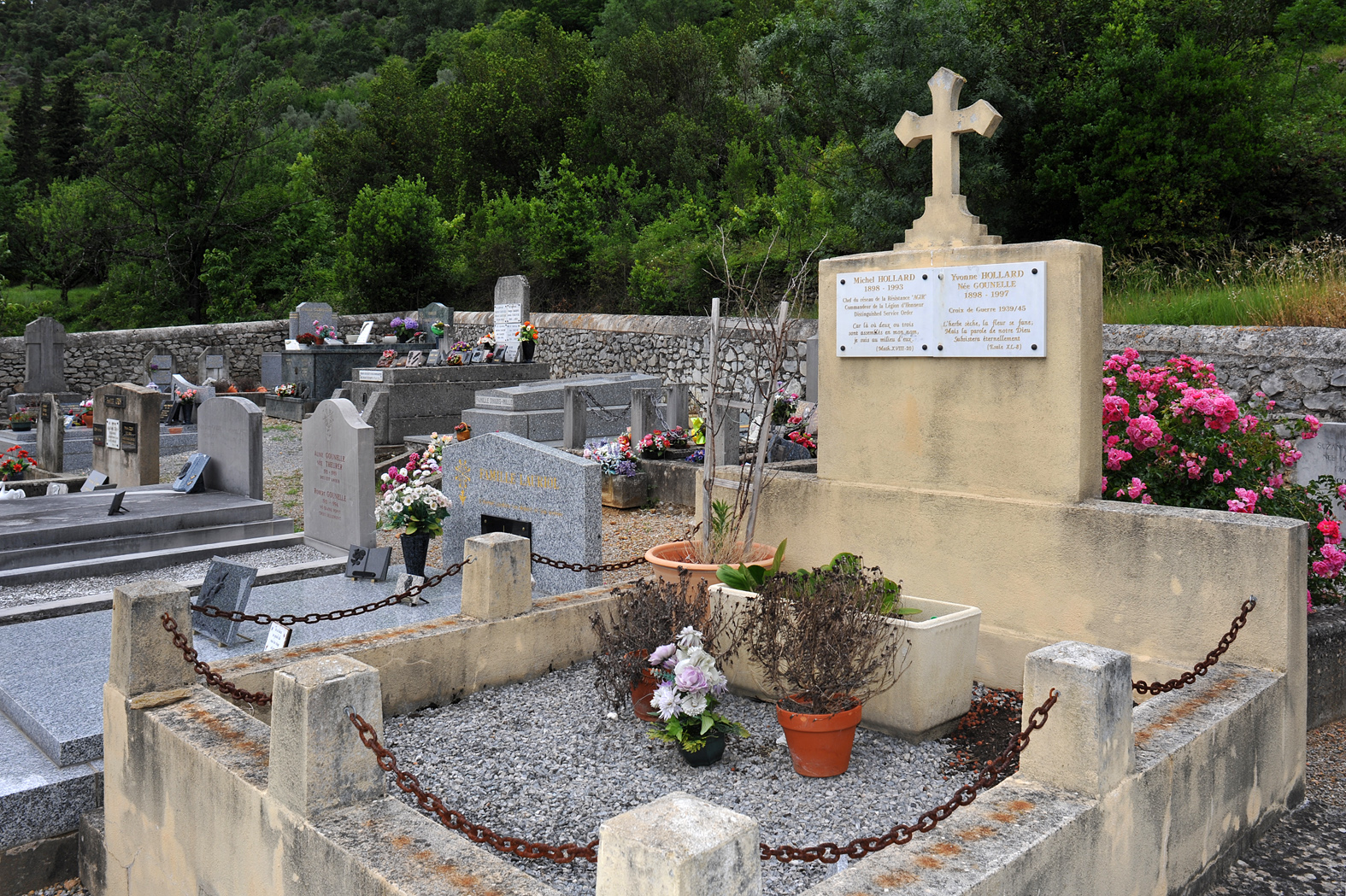
Das Grab von Michel und Yvonne Hollard in Gorniès

Im Frühling 1993 verließen Michel und Yvonne Hollard Paris, um den Sommer einmal mehr in Gorniès zu verbringen. Anfang Juli stürzte Hollard im Haus schwer, so dass er in die Klinik Saint-Louis in Ganges eingeliefert wurde. Die Ärzte diagnostizierten einen Oberschenkelbruch. Trotz erfolgreicher Operation verschlechterte sich Hollards Gesundheitszustand einige Tage später. Am 16. Juli 1993 verstarb Michel Hollard im Spital, kurz nach seinem 95. Geburtstag. Er ist in Gorniès begraben.

## Rolle als Widerstandskämpfer
Michel Hollard fand sich nicht mit der Besetzung Frankreichs durch die deutsche Armee ab und dachte darüber nach, wie er seinen Beitrag zum Widerstand leisten könnte. Sich den französischen Kämpfern in London anzuschließen, kam für ihn aus familiären Gründen nicht in Frage, eine Tätigkeit im Rahmen der Résistance schien ihm zu wenig effizient. So reifte in ihm der Gedanke, auf eigene Faust Recherchen zugunsten der Alliierten durchzuführen. Schritt für Schritt plante er seine Aktivitäten und nahm Kontakt zu Leuten auf, von denen er vermutete, dass sie sein Gedankengut teilten.

### Sein Agentennetz Agir
Hollards Agentennetz war bis nach dem Krieg ohne Bezeichnung, der Name Agir oder Réseau Agir entstand erst nach Hollards Rückkehr aus der Deportation. Trotzdem wird der Name seither für das Agentennetz Hollards von Beginn seiner Tätigkeit weg verwendet. Als einziges offizielles Attribut während des Kriegs hatte Hollard von den Briten den militärischen Codenamen Z 165 erhalten.

Hollards Routen von Paris nach Bern und Lausanne

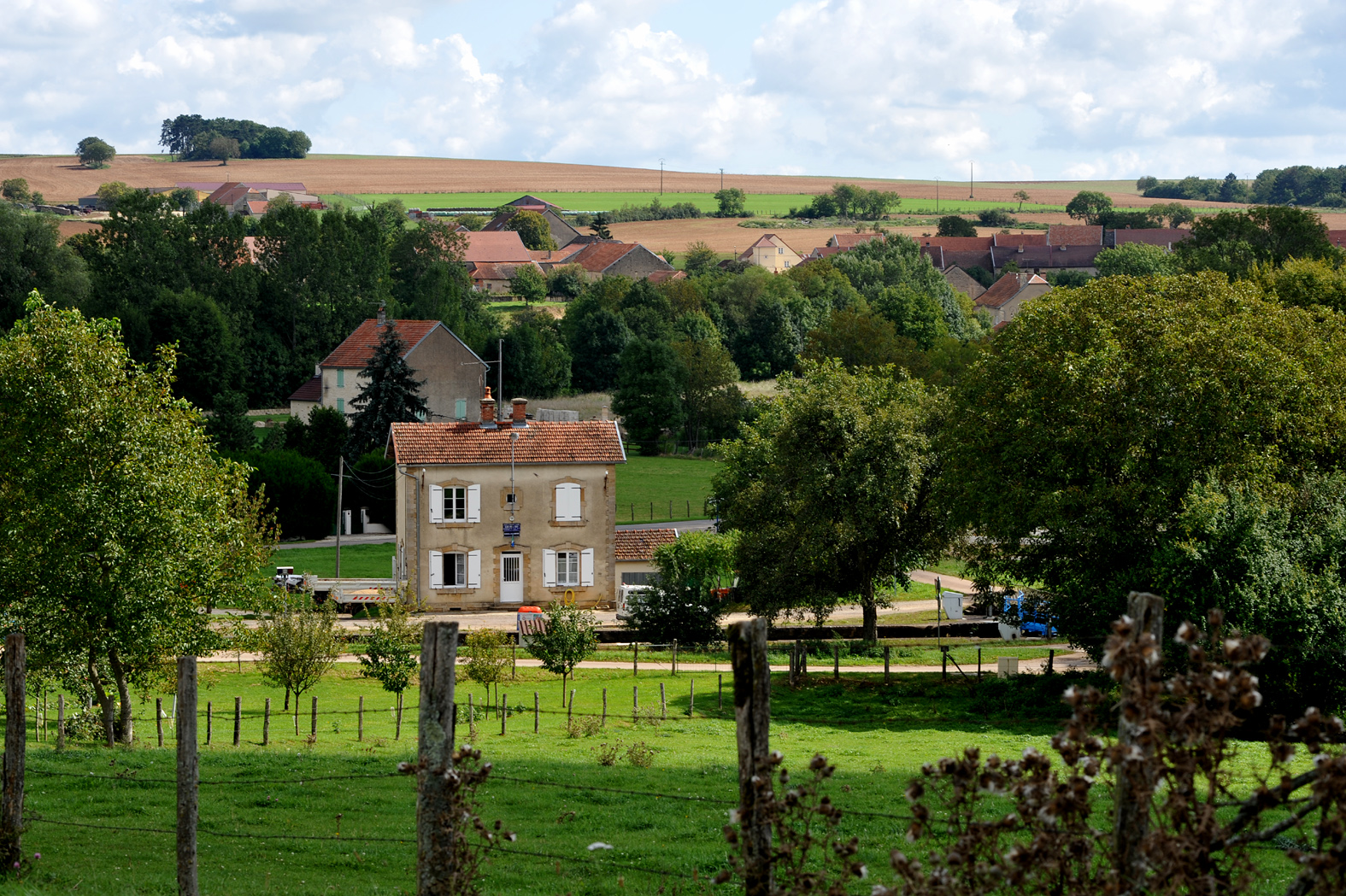
Schleuse von Cusey, wo Hollard in die verbotene Zone eindrang

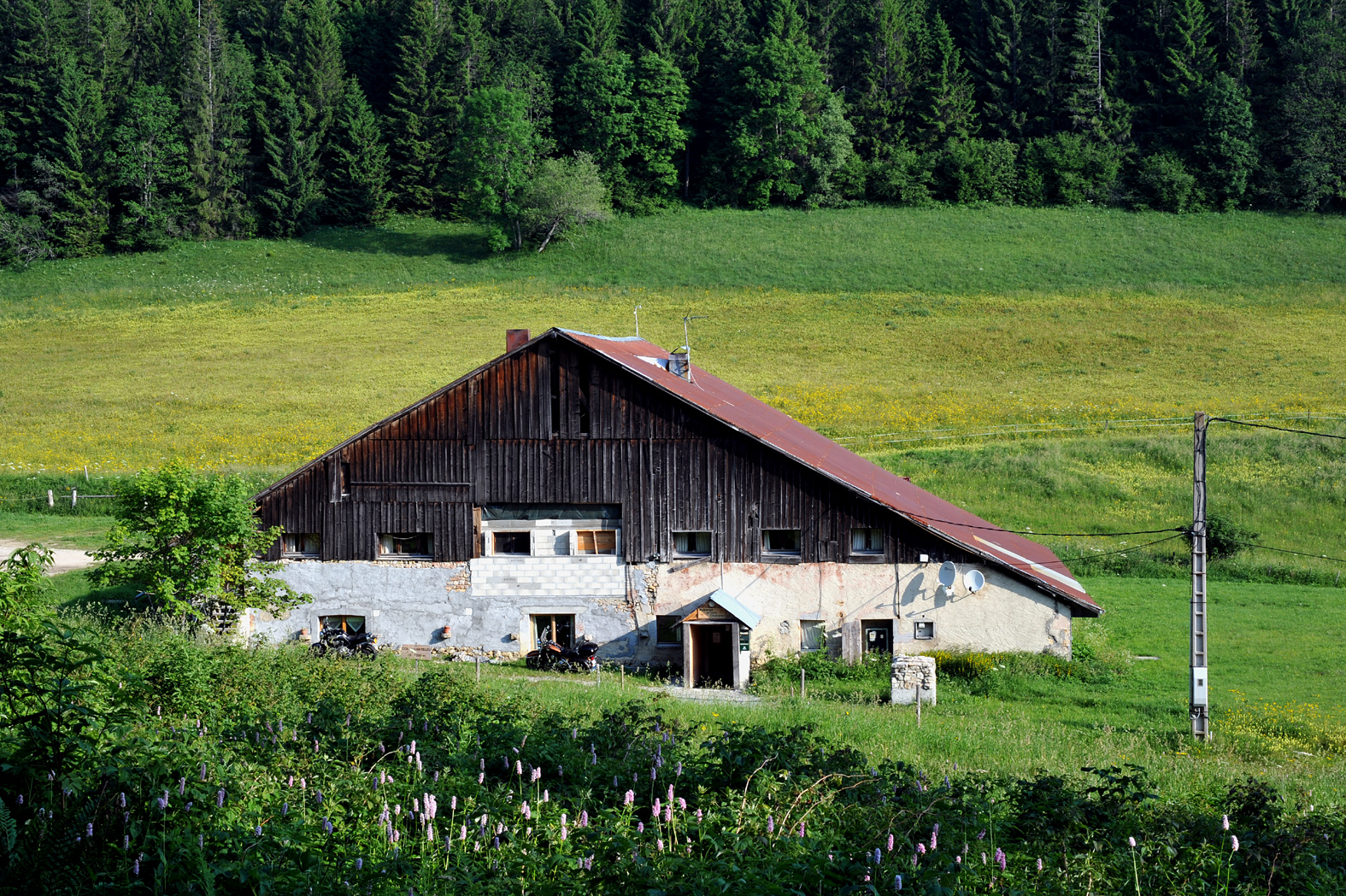
Grange du Vieux Châteleu, hier überquerte Hollard das erste Mal heimlich die Schweizer Grenze

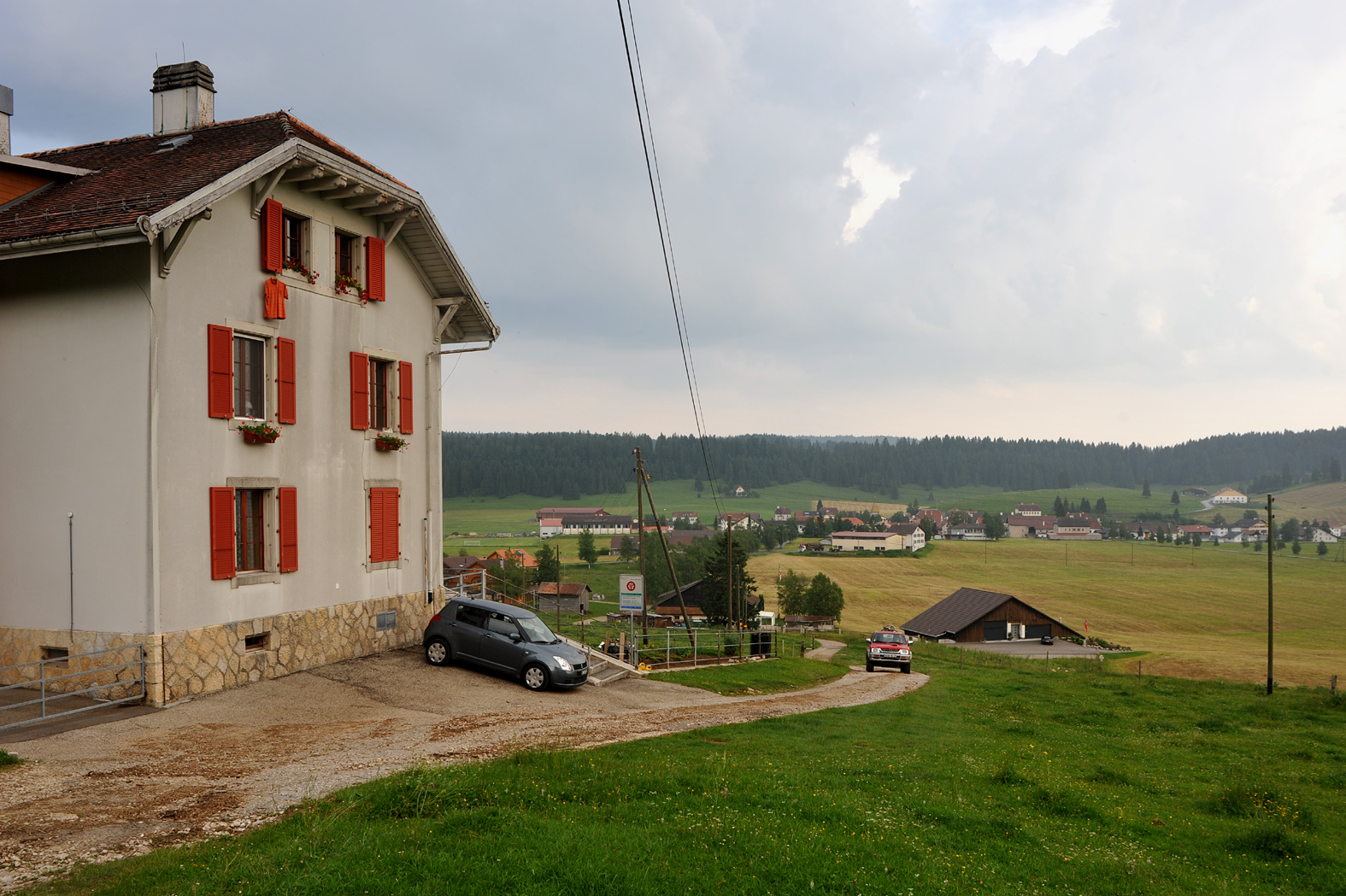
Die ehemalige Zollstation von La Brévine

Dank seiner Tätigkeit für die „Société de gazogènes Autobloc“, welche unter anderem Holzvergaser für Automobile herstellte, eröffnete sich für ihn eine breite Reisetätigkeit. Er sollte landesweit nach Holzvorkommen suchen und das Material einkaufen, welches für die Gasproduktion als Ersatz von immer spärlicher verfügbaren Treibstoffen diente. Meistens mit dem Zug unterwegs, knüpfte er so in erster Linie Kontakte zu Bahnangestellten, die aufgrund ihrer Tätigkeit Kenntnisse von Aktivitäten der Besatzer hatten oder sie zu beschaffen wussten. Hollard bestand von Anfang an darauf, sämtliche Aktionen nur durch persönliche Kontakte zu organisieren und den Austausch von recherchiertem Material nur persönlich weiterzuleiten oder zu übergeben. Er misstraute den Kommunikationsmitteln wie Telefon oder gar Funk und sah darin eine Quelle, das Agentennetz für den Feind aufzudecken oder angreifbar zu machen. Aus diesem Grund war er auch alleiniger Organisator und mied den Kontakt zur Résistance. Den Leuten aber, die er persönlich für seine Sache rekrutiert hatte, brachte er grenzenloses Vertrauen entgegen.
Im Frühling 1941 machte sich Hollard Gedanken, wie er die bis dahin gesammelten Informationen den Alliierten zukommen lassen könnte. Auch hier kam für ihn nur eine persönliche Übergabe in Frage, da er an der Sicherheit von Diplomatengepäck zweifelte. Er entschloss sich, die Informationen in die Britische Botschaft nach Bern zu bringen und begann seine Route minutiös zu planen. Unter dem Vorwand, in den Wäldern der Umgebung nach neuen Holzschlägen Ausschau zu halten, wollte er die Niederlassung von „Société de gazogènes Autobloc“ in Dijon aufsuchen. Ab Dijon plante er, durch die deutsche Sperrzone zur französisch-schweizerischen Grenze zu gehen, diese zu überqueren und nach Bern zu gelangen. Bei Cusey gelang es Hollard, mit Hilfe des Schleusenwärters Arthur Vrignon über die Demarkationslinie in die Sperrzone einzudringen. Seine erste Route führte ihn via Dole, Pontarlier und Morteau zur Grenze, wo er bei der Grange du Vieux Châteleu in der Person des Holzfällers Paul Cuenot einen weiteren Helfer fand. Nach der heimlichen Überquerung der Grenze meldete sich Hollard bei den Schweizer Zollbehörden von La Brévine. Mit Unterstützung der Schweizer erreichte er am 22. Mai 1941 die Britische Botschaft in Bern. Von den Briten mit Skepsis empfangen, erlangte Michel Hollard deren Vertrauen erst, nachdem er auf Gesuch weitere Informationen lieferte. Insgesamt machte Michel Hollard die Reise von Paris nach Bern und später Lausanne neunundvierzig Mal und passierte die schweizerisch-französische Grenze heimlich an drei weiteren Stellen, zwischen Villars-lès-Blamont und Damvant, zwischen Mijoux und La Rippe sowie zwischen Machilly und Jussy.
Im Frühjahr 1942 wurde erstmals ein Agir-Mitglied, Olivier Giran, durch Denunziation von der Gestapo verhaftet. Giran war als enger Vertrauter Hollards auf der Rückkehr von Bern. Nach neunmonatiger Haft und Folter wurde Olivier Giran am 16. April 1943 auf dem Schießplatz von Angers erschossen.

### Die V1-Stellungen

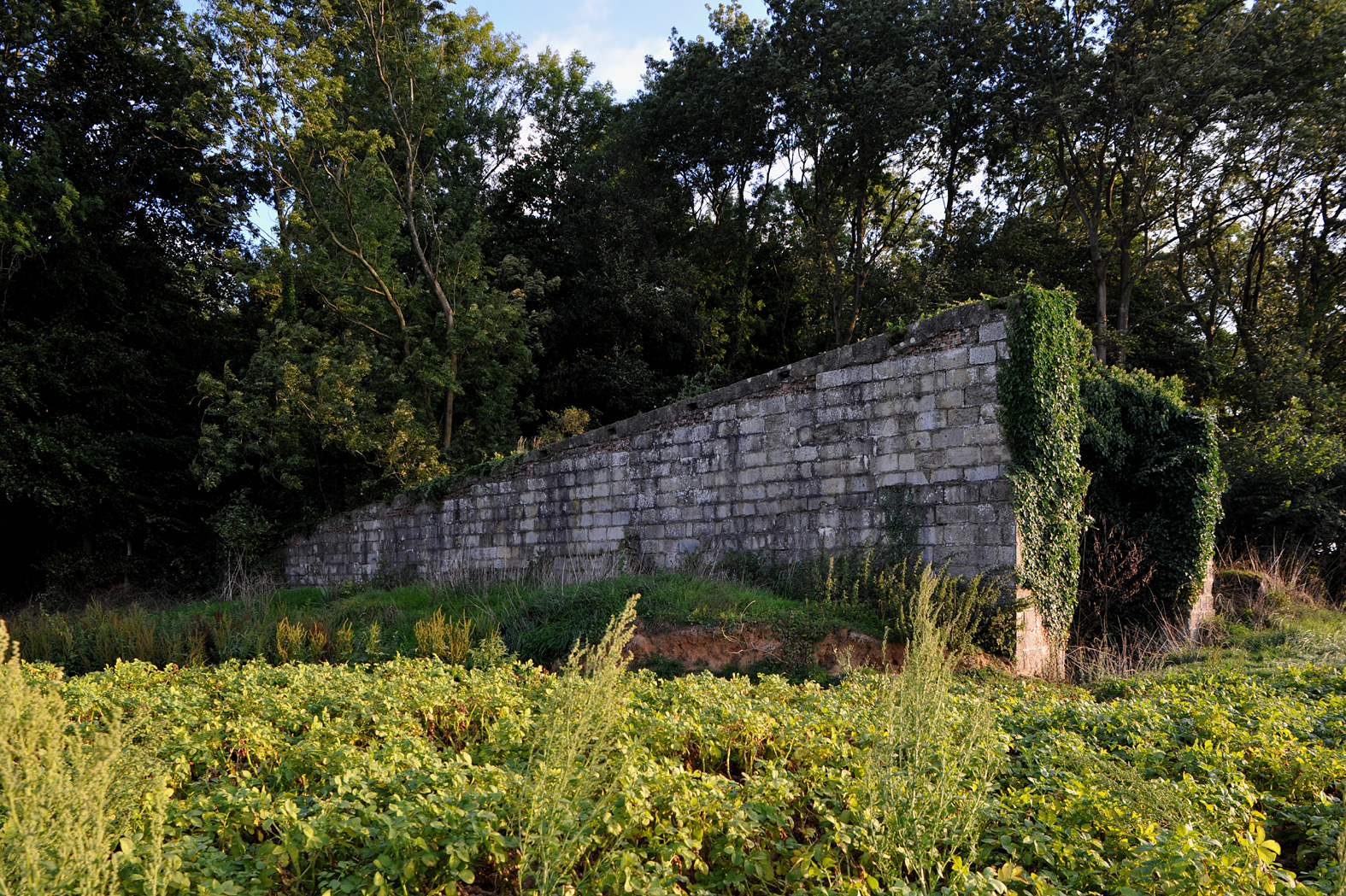
Die markanten Schutzmauern der V1-Startrampe im Bois Carré

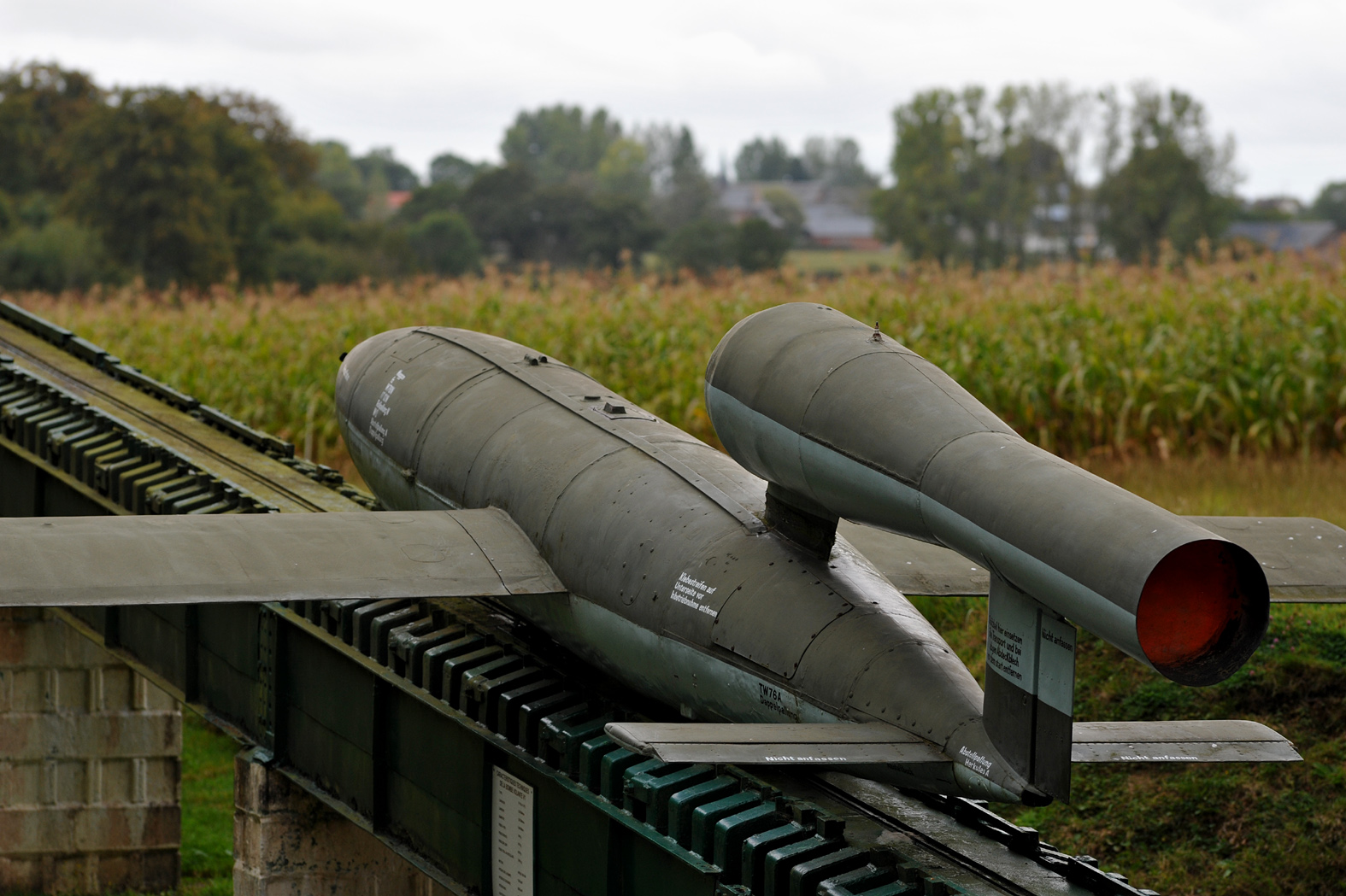
V1-Stellung im Val Ygot

Die Hauptaktivität von Hollard und seinen Leuten konzentrierte sich rasch auf die Aufklärung dieser neuartigen Bauwerke, deren Funktion zu Beginn weder ihnen noch den Briten klar war. Ein erstes Mal wurde Hollard durch den SNCF-Ingenieur Jean-Henri Daudemard im Sommer 1943 auf solche Baustellen aufmerksam gemacht. Bei Bonnetot-le-Faubourg gelang es ihm, sich als Bauarbeiter getarnt auf der Baustelle umzusehen. Hierbei kam ihm zugute, dass die Deutschen zu diesem Zeitpunkt neben Kriegsgefangenen auch viele französische Bauarbeiter beschäftigten. Mit einem Kompass stellte er die Richtung des markantesten Teils der Anlage, der Schutzmauern der Startrampe, fest. Zurück in Paris überprüfte er anhand einer Landkarte die Richtung: Ziel war London. Die Besichtigung weiterer Baustellen ergab, dass sämtliche dieser Bauwerke auf die britische Hauptstadt gerichtet waren.
Im Oktober 1943 gelang es Hollard, einen jungen Ingenieur namens André Comps auf der Baustelle von Bois Carré einzuschleusen, einer V1-Stellung 1,4 Kilometer östlich von Yvrench. Comps konnte wichtige Baupläne abzeichnen und erstellte eine präzise Skizze der kompletten Anlage in dem kleinen Wäldchen. Diese Unterlagen ermöglichten es letztendlich dem britischen Geheimdienst, die Wichtigkeit dieser Bautätigkeiten entlang der französischen Kanalküste einzustufen.
In derselben Zeit fielen André Bouguet, SNCF-Bahnhofsvorstand und Agir-Mitglied, Transporte auf, die via Rouen nach Norden führten. Ziel dieser Transporte war der Bahnhof von Auffay, ganz in der Nähe von Bonnetot-le-Faubourg. Mit Hilfe des dortigen Bahnhofsvorstands René Bourdon und seines Helfers Pierre Carteron konnte Hollard in einen Güterschuppen eindringen, in welchem die transportierten Objekte gelagert wurden. Hollard erstellte genaue Maßskizzen der unter Planen verborgenen Geräte. Der SIS stellte eine erstaunliche Ähnlichkeit mit der Skizze von Hasager Christiansen fest, die dieser von einem Fluggerät gemacht hatte, das am 22. August 1943 auf Bornholm abgestürzt war.
Die durch Agir beschafften Unterlagen führten zu verstärkter Luftaufklärung der Alliierten, die Stellung von Bois Carré war die erste so aufgeklärte Anlage. Am 22. Dezember 1943 flog schließlich die RAF erste Angriffe gegen die im Bau befindlichen Stellungen. Die V1-Stellungen der ersten Generation wurden somit dank der Agir-Aktionen so stark zerstört oder im Bau behindert, dass die wenigsten von ihnen überhaupt eingesetzt werden konnten. In der Folge änderten die Deutschen ihre Strategie und begannen mit dem Bau leichterer und besser zu tarnender Stellungen.

### Gefangennahme, Deportation und Befreiung

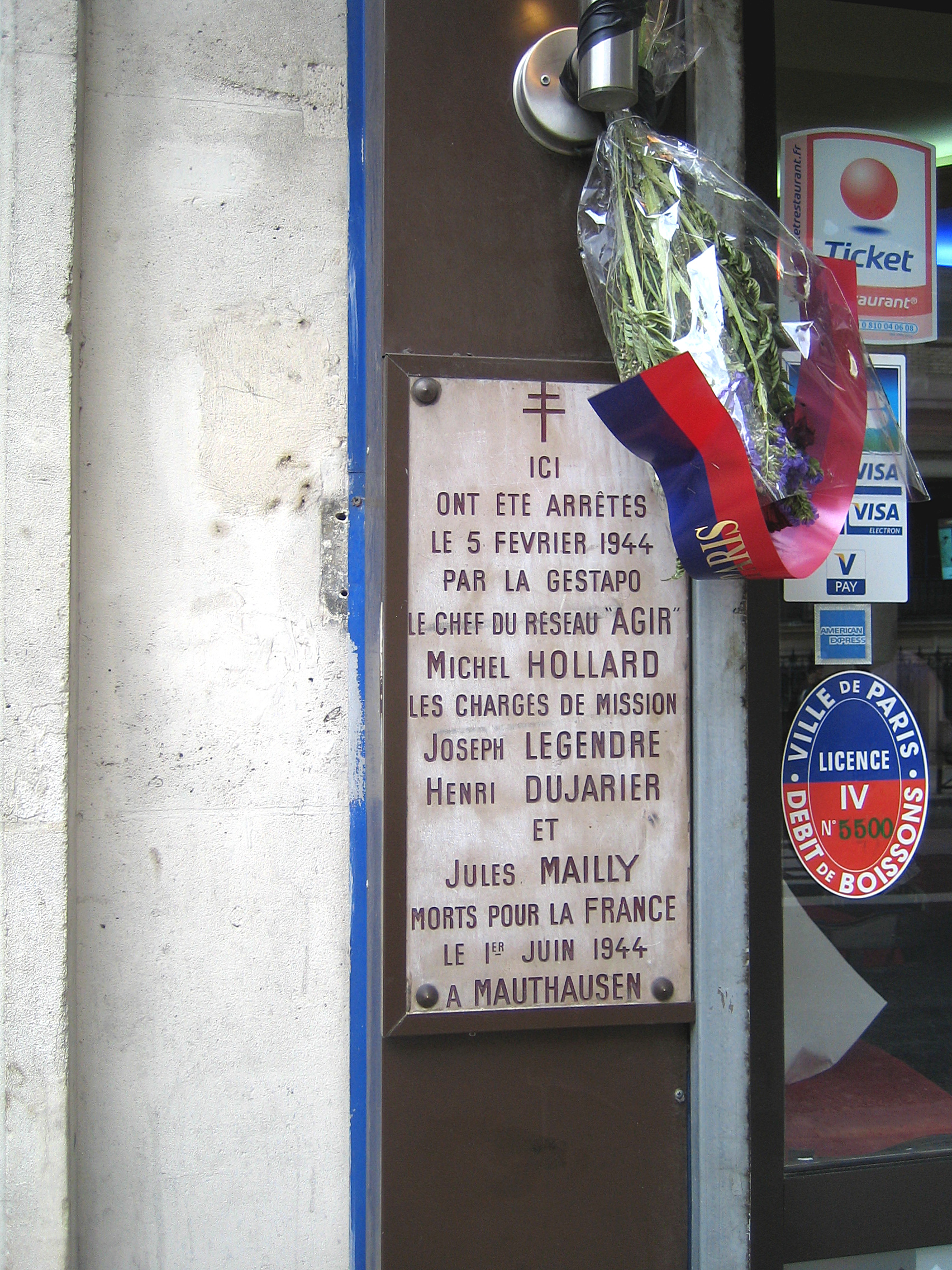
Tafel, die an die Verhaftung von Hollard und seinen Mitstreitern erinnert

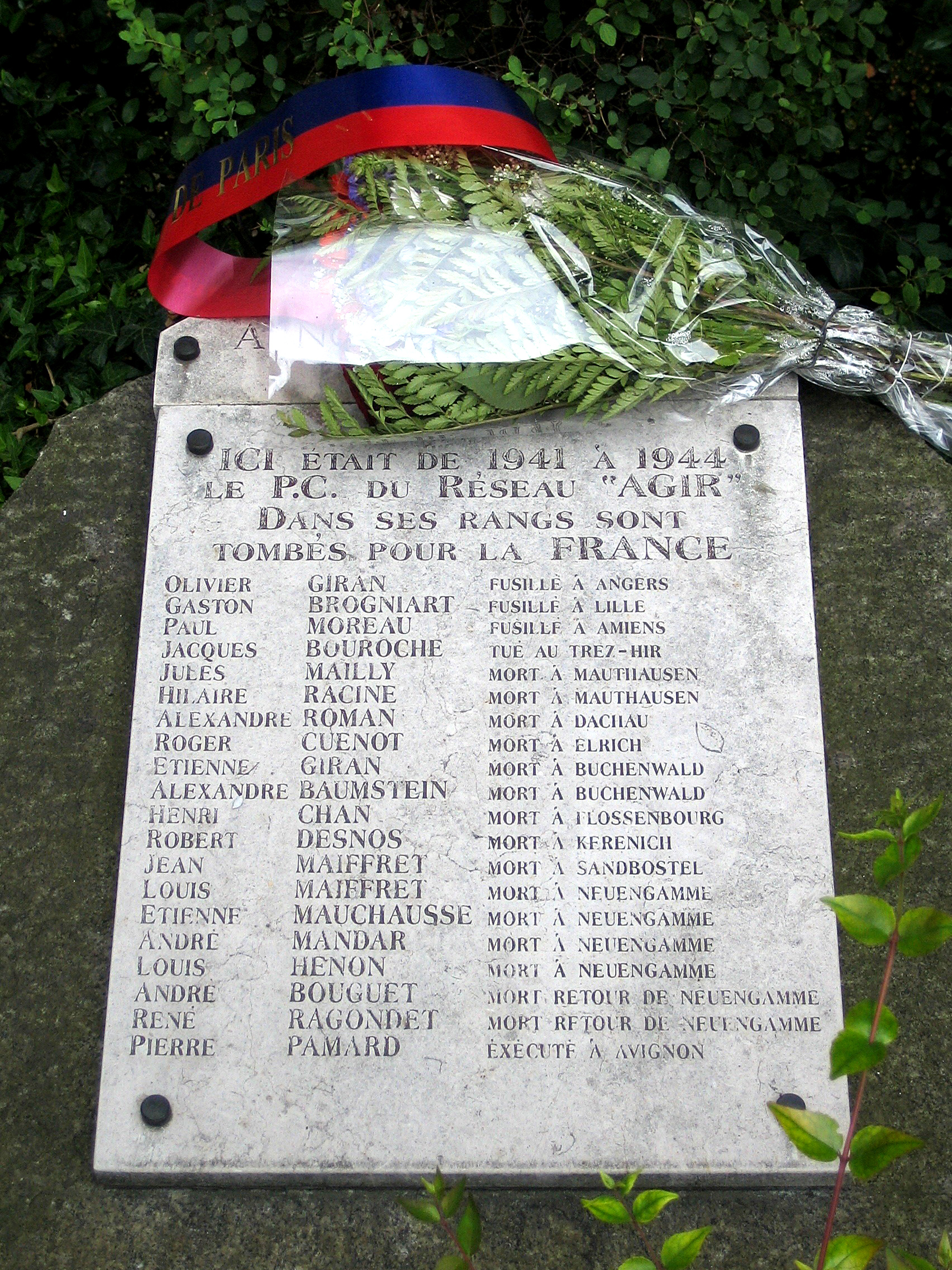
Gedenktafel für die gefallenen Agir-Mitglieder

Ende Januar 1944 suchte Hollard nach einer längeren Inspektionstour durch Frankreich zum neunundvierzigsten Mal die Britische Botschaft in Bern auf. Es sollte die letzte heimliche Reise und Grenzüberquerung in die Schweiz sein. Am 5. Februar 1944 war ein Treffen wichtiger Agir-Mitglieder im Café des Chasseurs an der Rue du Faubourg-Saint-Denis 176 in Paris geplant. Michel Hollard saß mit Henri Dujarier, Joseph Legendre und Jules Mailly an einem Tisch, als sie von Gestapo-Leuten angesprochen, dann verhaftet und abgeführt wurden. Da sie einige Minuten zu spät zu dem vereinbarten Treffen kamen, entgingen Madeleine Boulanger, Lucien François und Robert Rubenach der Verhaftung.
Das rund hundert Mitglieder zählende Netzwerk Agir wurde nun durch die nächsten Mitarbeiter Hollards geleitet und führte seine Arbeit weiter.
Die Verhafteten wurden durch die Gestapo verhört und vorerst im Gefängnis von Fresnes, einem Vorort südlich von Paris inhaftiert. Nach längerer Folter, während der er nichts preisgab, wurde gegen Michel Hollard das Todesurteil gesprochen. Drei Monate nach ihrer Gefangennahme gelang es Joseph Legendre und Henri Dujarier, ihre Freilassung zu erwirken. Jules Mailly wurde zur Deportation verurteilt und verschwand im KZ Mauthausen, das er nicht überlebte. Nach dreieinhalb Monaten im Gefängnis von Fresnes wurde Hollard eröffnet, dass er deportiert werde. Es wurde nie geklärt, weshalb das Todesurteil gegen Hollard in die Einweisung in ein KZ umgewandelt wurde. In der zweiten Maihälfte wurde Hollard in das Camp de Royallieu bei Compiègne verlegt, wo er mit mehr als 2000 anderen Inhaftierten auf seine Deportation wartete. In der ersten Juniwoche erfolgte der drei Tage dauernde, von der SS überwachte Transport bis zu einem kleinen Bahnhof in der Nähe von Hamburg. In derselben Woche wurde Michel Hollard unter der Nummer F 33948 in das KZ Neuengamme eingewiesen.
In den folgenden Monaten gelangten vereinzelt Informationen über die Landung der Alliierten am 6. Juni 1944 in der Normandie und deren Vormarsch gegen Deutschland im Frühling 1945 auch zu den Insassen des KZ Neuengamme. Mitte April 1945 hörten sie zum ersten Mal den Lärm von Geschützen. Zwischen dem 20. und 28. April wurden die rund zehntausend Deportierten mit Viehwaggons aus dem KZ weggebracht. Hollards Zug erreichte den Hafen von Lübeck. Die Gefangenen wurden von der SS auf verschiedene Schiffe verbracht, welche als temporäre Gefängnisse dienten, Hollard gelangte so auf das Frachtschiff Thielbek.
Am 30. April 1945 wurden die französischsprachigen Gefangenen von einem SS-Angehörigen aufgefordert, sich auf der Brücke zu versammeln. Keiner der dort versammelten Franzosen, Schweizer, Belgier und Holländer wusste, weshalb sie selektiert worden waren. Durch die SS bewacht, wurde diese Gruppe auf die Magdalena verbracht, ein Handelsschiff, das unter schwedischer Flagge fuhr. Sie entgingen damit der Cap-Arcona-Katastrophe. Durch die Matrosen erfuhren die Befreiten während der Überfahrt nach Schweden, dass sie ihr Glück wahrscheinlich Graf Bernadotte, dem Vizepräsidenten des Schwedischen Roten Kreuzes, zu verdanken hätten. Die nur etwa 220 Kilometer messende Überfahrt nach Trelleborg dauerte rund drei Tage, da die Ostsee stark vermint war. Während der Reise erfuhren die Befreiten, dass Adolf Hitler am 30. April Selbstmord begangen habe.

### Das Ende vonAgir
Am 14. Februar 2009 starb Joseph Brocard, letztes überlebendes Mitglied von Agir im Alter von 88 Jahren.

## Auszeichnungen
- Commandeur de l’ordre de la Légion d’Honneur, 1987[9]
- Médaille de la Résistance
- Croix de guerre 1914–1918
- Croix de guerre 1939–1945
- Distinguished Service Order (Verleihung durch Georg VI.)

## Ehrungen und Würdigungen

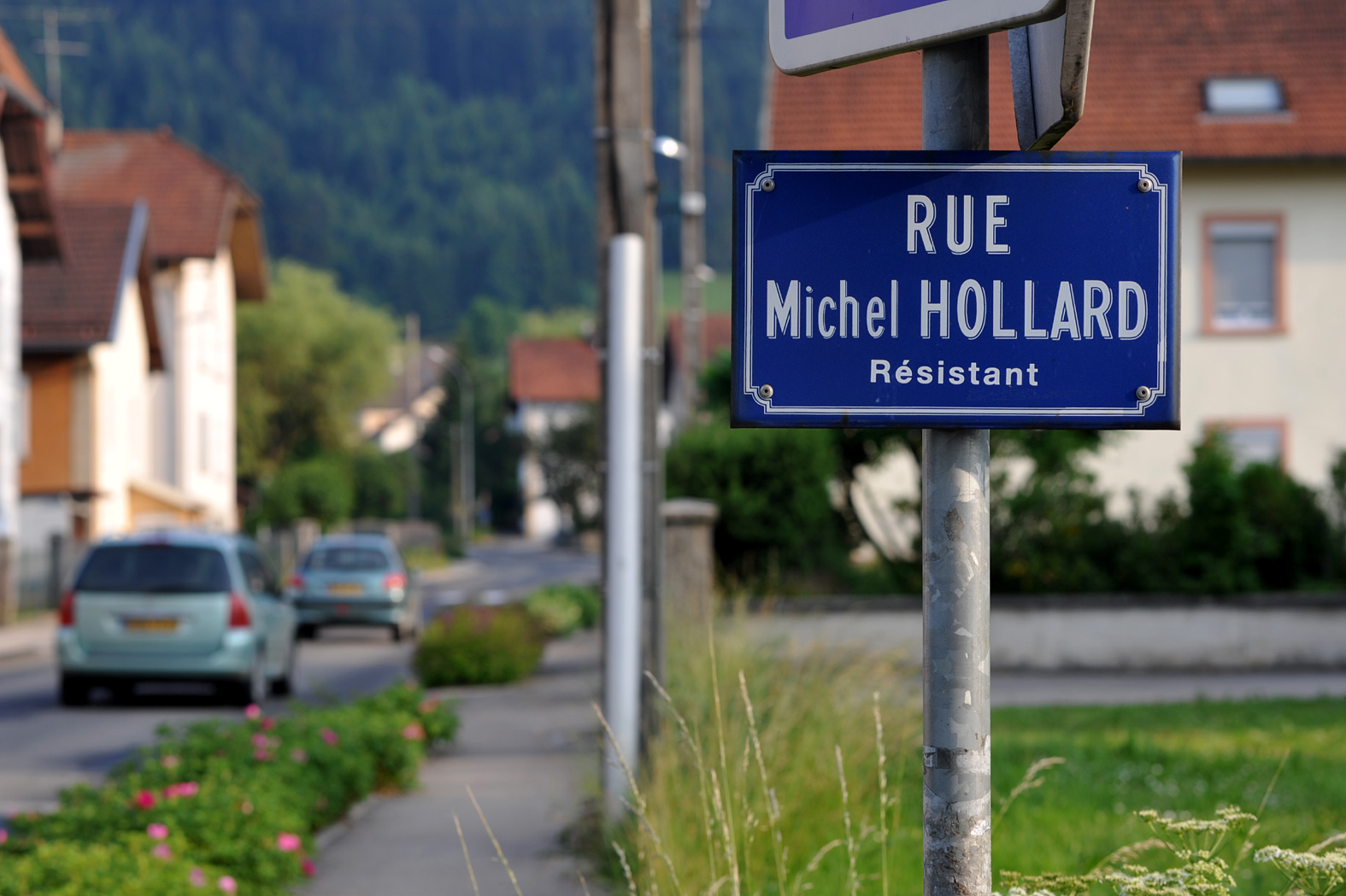
Nach Hollard benannte Straße in Montlebon

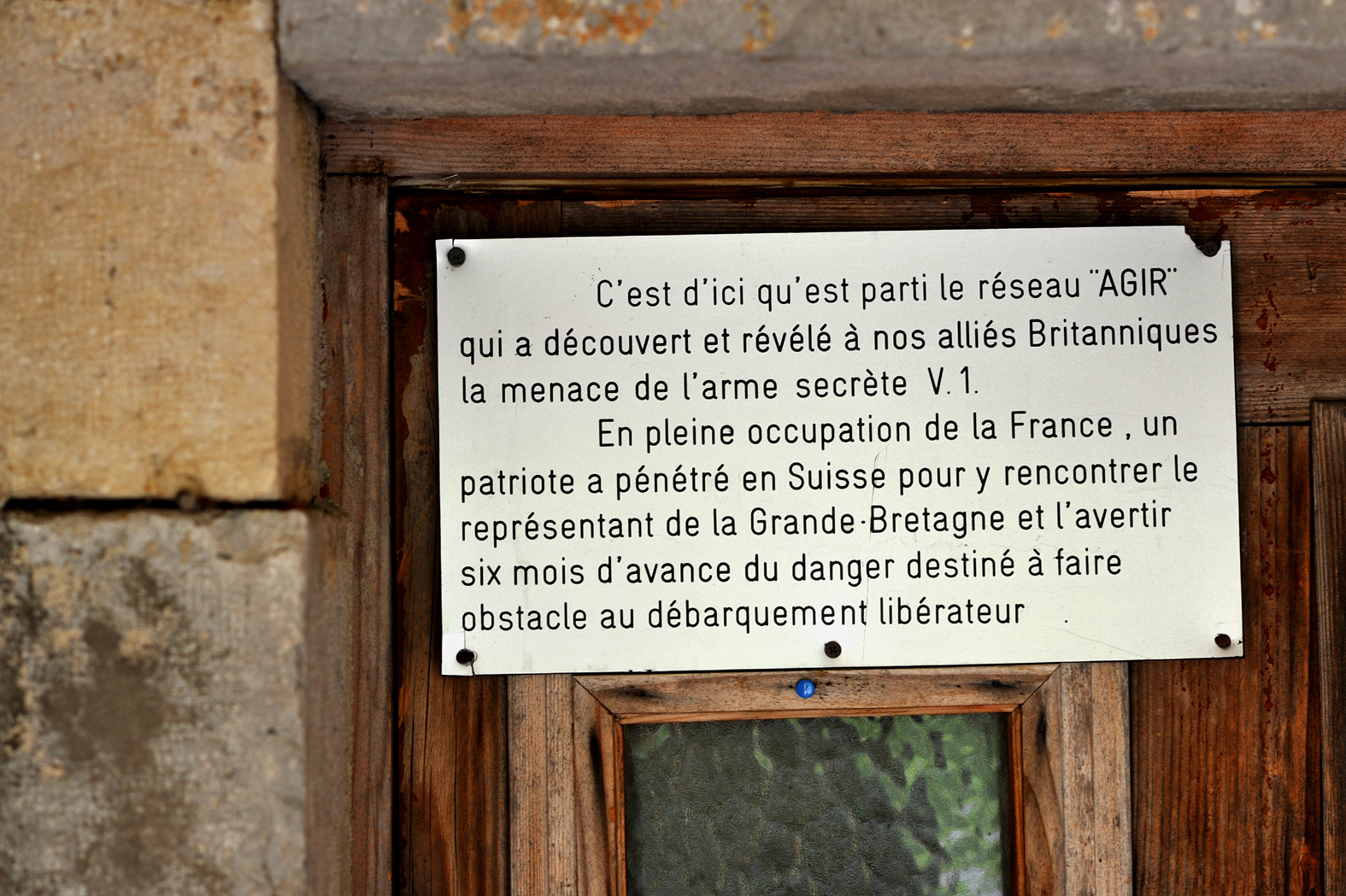
Tafel an der Auberge du Vieux Châteleu

- Sir Brian Horrocks sprach von Michel Hollard als „the man who literally saved London“ (deutsch „der Mann der buchstäblich London rettete“), was dazu führte, dass George Martelli sein Buch, welches ursprünglich den Titel Agent Extraordinary trug, ab der zweiten Auflage umbenannte.[10]
- Am ehemaligen Café des Chasseurs an der Rue du Faubourg-Saint-Denis 176 in Paris, nahe dem Gare du Nord, erinnert eine Marmortafel an die Festnahme der vier Agir Mitglieder vom 5. Februar 1944 durch die Gestapo.
- An der Rue de Bercy 207 beim Gare de Lyon in Paris, wo in einem Zimmer des Hôtel d'Annecy die Kommandozentrale von Agir eingerichtet war, liegt eine Gedenktafel mit den Namen der 20 Personen, die im Zusammenhang mit ihren Aktivitäten für Agir ihr Leben lassen mussten.
- In Auffay trägt ein Platz beim Bahnhof seinen Namen.
- In Montlebon ist eine Straße nach Michel Hollard benannt.
- An der Auberge du Vieux Châteleu erinnert eine Tafel an den Beginn der Agir Aktionen.
- Auf dem Pont Charlemagne in Mijoux erinnert ein Gedenkstein unter anderem an Michel Hollard und seine Helfer Denis und Alice Poncet.
- Bei Machilly ist der Weg entlang der französisch-schweizerischen Grenze nach ihm benannt.
- Der Gemeindepark in Gorniès trägt seinen Namen und ein Gedenkstein erinnert an seine Verdienste.
- Am 27. April 2004 taufte Eurostar eine Zugkomposition, die zwischen Paris und London verkehrt, auf den Namen Michel Hollard.[11]